# Ольденбург, Сергей Фёдорович
Серге́й Фёдорович Ольденбу́рг (14 (26) сентября 1863, село Бянкино, Забайкальская область (ныне Нерчинского района Забайкальского края), Российская империя — 28 февраля 1934, Ленинград, СССР) — русский и советский востоковед, филолог, один из основателей русской индологической школы, академик Российской академии наук (1903) и Академии наук СССР, академик Всеукраинской академии наук (1925), академик Белорусской академии наук (1928) непременный секретарь Академии наук в 1904—1929 годах, член РБО. Один из лидеров партии кадетов, член Государственного совета (1912—1917), министр народного просвещения Временного правительства (1917).

## Семья

Брат и жена

Происходил из старинного мекленбургского дворянского рода, представители которого переселились в Россию при Петре I.
- Дед — Фёдор Фёдорович Ольденбург, генерал от инфантерии.
- Отец — Фёдор Фёдорович Ольденбург, полковник лейб-гвардии Московского полка. С 1856 года служил в Забайкальском казачьем войске, командовал полком. В 1867 году вышел в отставку в чине генерал-майора, уехал с семьёй за границу, был вольнослушателем Гейдельбергского университета. Был поклонником идей Ж. Ж. Руссо. Умер в 1877 году.
- Мать — Надежда Фёдоровна, урождённая Берг, дочь офицера, выпускница, а затем преподавательница французского языка Смольного института.
- Брат — Фёдор Фёдорович (1862—1914) — педагог и общественный деятель
- Первая жена — Александра Павловна, урождённая Тимофеева, выпускница математического отделения Педагогических курсов. Умерла в 1891 году.
- Вторая жена — Елена Григорьевна, урождённая Клеменц, в первом браке Головачёва (1875—1955) — работала учительницей в Чите. Стала женой С. Ф. Ольденбурга в 1923 году.
- Сын — Сергей Сергеевич (1888—1940) — историк, профессор и журналист. Монархист. Участник Белого движения на Юге России. Жил в эмиграции во Франции. Автор капитального исторического исследования «Царствование Императора Николая II».
- Внучка — Ольденбург, Зоя Сергеевна (1916—2002) — писательница, автор книг о крестовых походах, катарах и альбигойцах.

## Образование
По воспоминаниям академика Ф. И. Щербатского, «происходя из семьи высококультурной и очень зажиточной, Сергей Фёдорович, тем не менее, с ранних лет был приучен к тяжёлому труду и скромной жизненной обстановке. Все свободные средства родителей были обращены на обучение детей, на дарование им наилучшего по тому времени образования».
Окончил с золотой медалью первую Варшавскую гимназию (1881), санскритско-персидский разряд факультета восточных языков Санкт-Петербургского университета (1885; тема кандидатской работы: «Очерк фонетики и морфологии пракритского наречия Magadhi»). Магистр санскритской словесности (1895; тема диссертации: «Буддийские легенды. Часть I. Bhadrakalpavadana Jatakamala»). В университете Сергей Фёдорович учился у крупнейших российских востоковедов. Среди них арабист В. В. Розен, синолог и тибетолог В. П. Васильев, иранист К. Г. Залеман, а также И. П. Минаев и А. Н. Веселовский.
Член возникшего в середине 1880-х годов кружка («Братства»), объединившего молодых интеллектуалов, получавших образование в Петербургском университете (среди них были также В. И. Вернадский, Д. И. Шаховской, А. А. Корнилов, И. М. Гревс). В 1887—1889 годах работал в библиотеках Парижа, Лондона и Кембриджа, главным образом, над буддийскими рукописями.

## Научно-педагогическая деятельность

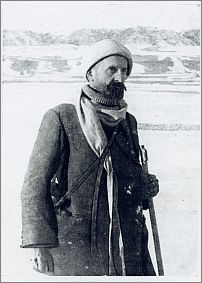
С. Ф. Ольденбург в Первой Русской Туркестанской экспедиции (1909)

С 1889 года — приват-доцент факультета восточных языков Санкт-Петербургского университета, также преподавал санскрит на историко-филологическом факультете. С 1 января 1897 года — профессор. В 1899 году покинул университет в знак солидарности с уволенными оппозиционно настроенными преподавателями.

Основная тематика его научных трудов — религия, поэзия и искусство, древности и история Индии, персидская и западные литературы, вопросы этнографии и истории востоковедения. В области сравнительной истории литературы, он исследовал главным образом влияние восточных литератур на средневековую европейскую. Магистерская диссертация С. Ф. Ольденбурга посвящена санскритским джатакам — рассказам о перерождениях Будды, представляющим собой огромный свод сказочного фольклора. Изучал трансформацию буддийских учений при их взаимодействии с народной средой. Считал, что 

буддийские легенды при постоянном сравнении их с буддийскими догматами ясно покажут нам, как буддизм, попытавшись вступить в борьбу с брахманской церковностью и обрядностью, весьма быстро перешёл к тому, против чего он боролся, то есть создал церковь, которая неминуемо связала его с обрядностью.

В 1897 году основал международную серию «Bibliotheca Buddhica. Собрание оригинальных и переводных буддийских текстов». До своей кончины редактировал это издание, в рамках которого к 1937 году вышло 30 томов в более чем 100 выпусках. В книгах серии были опубликованы тексты, принадлежащие к традиции «северного буддизма», на санскрите, китайском, тибетском и монгольском языках с введениями и научным аппаратом преимущественно на английском, французском и немецком языках. О работе Ольденбурга в качестве редактора серии академик Ф. И. Щербатской писал: «ни один лист не вышел без его внимательной и иногда даже придирчивой корректуры».
Из воспоминаний И. Д. Хлопиной, жившей в начале 1920-х годов в семье С. Ф. Ольденбурга:
Он считался не только лучшим санскритологом, но и лучшим знатоком буддизма. Мы были уверены, что он буддист. Буддисты Тибета почитали его за бодхисаттву, ездили к нему на поклонение, привозили ему ароматические курительные свечи и голубые шали из шёлка-сырца, лёгкие как одуванчики и цеплявшиеся за пальцы; привозили ему рис, он ел его каждый день. Он покровительствовал буддийскому храму, что в Старой Деревне…

### Работа в Академии наук до 1917 года

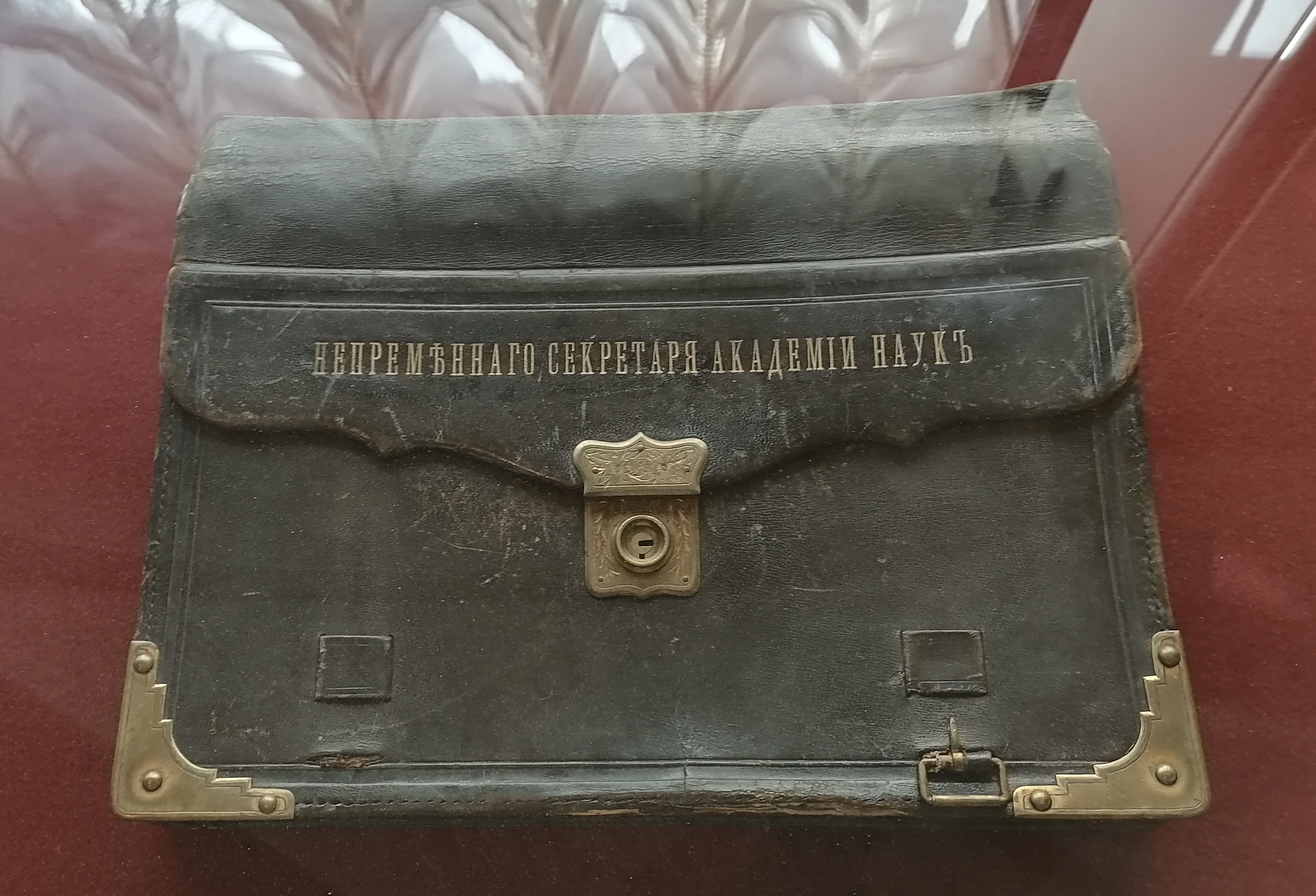
Портфель Непременного секретаря Академии наук. Принадлежал С. Ф. Ольденбургу. Государственный Эрмитаж

С 5 (17) февраля 1900 года — адъюнкт по литературе и истории азиатских народов Императорской Академии наук, с 19 апреля (2 мая) 1903 года — экстраординарный академик, с 1 (14) ноября 1908 года — ординарный академик. В 1904—1929 годах — непременный секретарь Академии наук.
В 1909—1910 и 1914—1915 годах руководил археологическими экспедициями в Восточный Туркестан, в ходе которых были найдены и описаны многочисленные памятники древней буддийской культуры. При этом предметы, нуждавшиеся в спасении и реставрации, были перевезены в Петербург, где пополнили коллекции Эрмитажа и Азиатского музея (затем — Института востоковедения). Был инициатором ряда русских научных экспедиций в Центральную Азию и Тибет, являлся председателем этнографического отделения Императорского Русского географического общества, секретарём Восточного отделения Русского археологического общества. С 1916 года был директором Азиатского музея.

## Либеральный политик
Активно участвовал в деятельности либерального Союза освобождения. Был членом Конституционно-демократической партии (Партия народной свободы, кадеты). В 1912—1917 годах — член Государственного совета по выборам от Академии Наук и Петербургского университета, был одним из левых членов этой весьма консервативной законодательной палаты. С 1915 года — член Особого совещания по обороне государства.
После Февральской революции 1917 года выступал за учреждение Министерства изящных искусств. В мае 1917 вошёл в ЦК партии кадетов. С 24 июля (6 августа) по 1 (14) сентября 1917 года — министр народного просвещения Временного правительства. Под его руководством обсуждались проекты организации франко-русского института с техническим уклоном и обучением на французском языке, и об образовании Украинской Академии наук в Киеве. Был членом Чрезвычайной следственной комиссии по расследованию противозаконных действий министров и других высших должностных лиц царского режима.

## Деятельность при советской власти
Первоначально резко негативно воспринял приход к власти большевиков, но уже с 1918 года начал активно сотрудничать с советской властью. По мнению биографа С. Ф. Ольденбурга Б. С. Кагановича, суть его позиции можно сформулировать так: «Лояльность к советской власти и участие в ряде её экономических и культурных программ с сохранением автономии и внутренней независимости Академии». По словам народного комиссара просвещения А. В. Луначарского, Ольденбург оказался «одним из самых крепких и самых нужных звеньев между советской властью и крупнейшей мировой и нашей интеллигенцией, и сыграл в этом отношении выдающуюся роль». Возможно, в этом сыграло свою роль известное с 1891 года знакомство с Владимиром Лениным (а прежде — с его старшим братом Александром Ульяновым). Поскольку Совнарком исправно финансировал научные проекты Академии, выступая в конце 1918 года с отчётом о деятельности Академии наук, Ольденбург говорил: «В наши трудные и сложные дни многие склонны падать духом и не понимать величайших переворотов… глубоко болезненных и мучительных, но тем не менее великих и замечательных. И многим из нас — людям науки, начинает казаться, что и наука гибнет от непонимания и невнимания к ней. Опасения эти напрасны…».
В сентябре 1919 года с группой учёных, бывших членов кадетской партии, был арестован, а спустя примерно три недели освобождён по ходатайству Максима Горького перед Зиновьевым. Литературовед Е. П. Казанович записала в своём дневнике, что «у него после освобождения была походка человека, на двадцать лет состарившегося и разбитого».

Близкий друг Ольденбурга, историк и литературовед Д. И. Шаховской дал такую характеристику как его личности, так и деятельности при советской власти: 

Сергей был прежде всего человеком реального дела, непреклонным служителем долга, ценящим результаты и подлинное дело. При этом в нём было много самоуверенности, и при постоянном вращении в среде, стоящей гораздо ниже его, это вылилось в какое-то самомнение, а огромные задачи, им на себя принятые и им с удивительным умением проводившиеся, всецело поглотили все его душевные силы и сделали его рабом принятого на себя тяжёлого ответственного служения.

Фактически руководя деятельностью Академии наук до 1929 года, Ольденбург способствовал её сохранению, созданию условий для проведения научных исследований, неоднократно добивался освобождения или облегчения участи арестованных учёных. Организовал юбилейные торжества по случаю 200-летия Академии наук в 1925 году.
Заслуги Ольденбурга получили международное признание — в 1920-е годы он был избран членом-корреспондентом Прусской академии наук и Гёттингенской академии наук, почётным членом Королевского азиатского общества Великобритании и Парижского Азиатского общества, почётным доктором Эбердинского университета в Глазго и Археологического института Индии.
В 1928 году отношения между советской властью и Академией наук стали быстро ухудшаться, что свидетельствовало о скором конце системы компромиссов, на которой основывалась административная деятельность Ольденбурга. В январе 1929 года академики демонстративно провалили трёх кандидатов-коммунистов, баллотировавшихся в состав АН, но уже в феврале, в условиях сильнейшего давления, они были вынуждены пересмотреть своё решение. Начало так называемого «Академического дела» осенью 1929 года (оно было связано с обвинениями в адрес сотрудников Академии в сокрытии важных документов политического характера, в том числе акта об отречении Николая II, архивов ЦК партий кадетов и эсеров) привело к смещению Ольденбурга с поста непременного секретаря Академии в конце октября 1929 года. После этого органы советской власти установили полный контроль над Академией, многие сотрудники которой были подвергнуты репрессиям.
В 1930—1934 годах — директор Института востоковедения АН СССР, созданного на базе Азиатского музея, Коллегии востоковедов, Института буддийской культуры и Туркологического кабинета.
Удостоился фестшрифта. Похоронен на Литераторских мостках Волковского кладбища.

## Адреса в Санкт-Петербурге — Петрограде — Ленинграде
- 1892—1893 — 7-я линия ВО, 60;

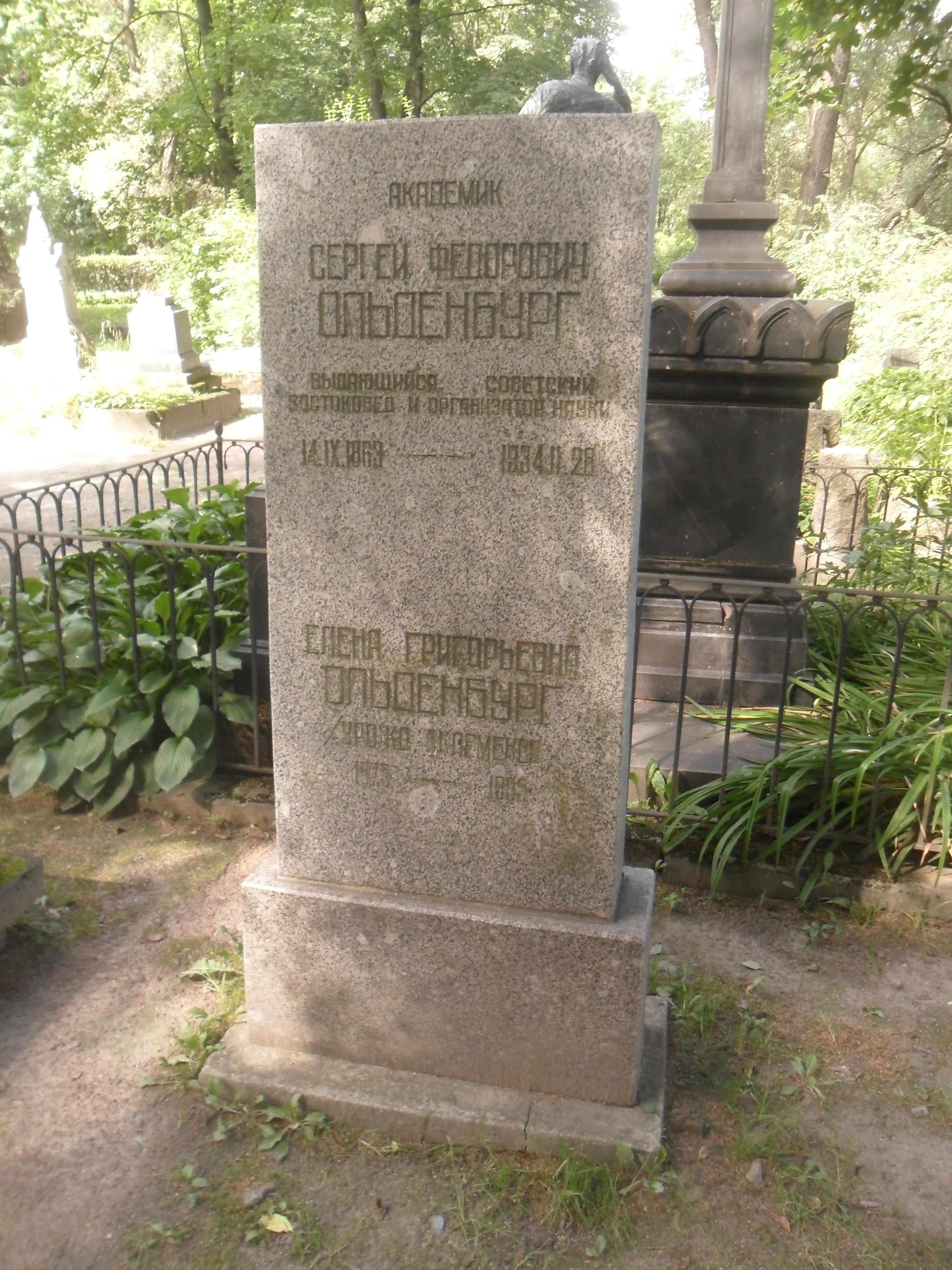
Могила С. Ф. Ольденбурга на Литераторских мостках в Санкт-Петербурге.

- 1891 год — доходный дом, 6-я линия Васильевского острова, 17.
- 1906—1931 годы — Университетская набережная, 5[12]
- 1931—1934 годы — Дом академиков, совр. адрес: 7-я линия Васильевского острова, 2/1, лит. А[13].

В 1950 году на Доме академиков была установлена мемориальная доска (архитектор Р. И. Каплан-Ингель) с текстом: «Здесь жил академик Сергей Фёдорович Ольденбург. 1863—1934. Выдающийся индолог».

## Память
- Премия Правительства Санкт-Петербурга за выдающиеся научные результаты в области науки и техники: в номинации филологические науки — премия им. С. Ф. Ольденбурга.

## Труды
Как отмечает С. Д. Серебряный: «В наследии С.Ф. нет, по сути дела, ни одной крупной („фундаментальной“) монографии; список его трудов состоит большей частью из разных статей, заметок, рецензий, докладов, обзоров, некрологов и т. п.».
- Общий обзор истории Персии со вторжения арабов: [литография рукописи]. — [Санкт-Петербург]: лит. А. Иконникова, [1885]. — 117, 58 с.
- Материалы для исследования индийского сказочного сборника Brhatkatha — [Санкт-Петербург]: тип. Имп. Акад. наук, [1888]. — 10 с.
- Персидский извод повести о Варлааме и Иоасафе — [Санкт-Петербург]: тип. Имп. Акад. наук, [1890]. — 37 с.
- Oldenburg S. Short Notice on Three Dated Nepalese MSS // Journal of the Royal Asiatic Society of Great Britain and Ireland. L. Vol. 23. Is. 04, October 1891. P. 687—688.
- Буддийский сборник «Гирлянда джатак» и заметки о джатаках. Санкт-Петербург: тип. Имп. Акад. наук, 1892. — 59 с.
- Буддийские легенды. Часть I. Bhadrakalpavadana Jatakamala Архивная копия от 26 мая 2019 на Wayback Machine. СПб., 1894.
- Буддийские легенды и буддизм. — Санкт-Петербург: тип. Имп. Акад. наук, 1895. — [2], 157—165 с.
- О персидской прозаической версии «Книги Синдбада»: Из сборника статей учеников проф. В. Р. Розена. СПб., 1897. — С. 252—278. Архивная копия от 5 марта 2021 на Wayback Machine
- Буддийское искусство в Индии: [Доложено в заседании Ист.-филол. отд. 17 янв. 1901 г.] — Санкт-Петербург: тип. Имп. Акад. наук, 1901. — 11 с.
- [Bibliotheca Buddhica V:] Сборник изображений 300 бурханов. По альбому Азиатского Музея с примечаниями издал С. Ф. Ольденбург. Часть первая. Рисунки и указатель. СПб.: Типография Императорской Академии Наук, 1903.
- Краткие заметки о некоторых непальских миниатюрах. Санкт-Петербург: тип. Имп. Акад. наук, 1905. — [2], 213—229 с., 8 ил., 3 л. ил.
- Жизнь Будды, индийского учителя жизни / лекция академика С. Ф. Ольденбурга, читанная при открытии Первой Буддийской Выставки в Петербурге 24 августа 1919 года. — Издание Отдела по делам Музея и охране памятников искусства и старины. — 1919. — 49 с Архивная копия от 29 сентября 2019 на Wayback Machine.
- Пещеры тысячи Будд // Восток. Журнал литературы, науки и искусства. Книга первая. Петербург: Всемирная литература, 1922. С. 57—66.
- Европа в сумерках на пожарище войны. Впечатления от поездки в Германию, Англию и Францию летом 1923 г. Петербург: Время, 1924. — 114 с. Архивная копия от 29 сентября 2019 на Wayback Machine
- Странствование сказки // Восток. Журнал литературы, науки и искусства. Книга четвёртая. М.; Пб.: Всемирная литература, 1924. С. 157—60.
- Les etudes orientales dans l’Union des Republiques sovietiques: Par Serge d’Oldenbourg. — Paris: Imprimerie nationale, 1929.
- О некоторых новых индийских работах по истории и экономике Индии // Библиография Востока. Выпуск 2—4 (1933). Л.: Издательство Академии наук СССР, 1934. С. 1—8.
- Культура Индии. М., 1991.
- Жизнь Будды, индийского Учителя Жизни: пять лекций по буддизму Архивная копия от 1 октября 2012 на Wayback Machine / Ольденбург С. Ф., Владимирцов Б. Я., Щербатской Ф. И., Розенберг О. О. Жизнь Будды, индийского Учителя Жизни. Пять лекций по буддизму. — Самара: Агни, 1998.
- Письма С. Ф. Ольденбурга Архивная копия от 27 сентября 2007 на Wayback Machine

#### Переводы
- Индийские сказки / По-русски пересказал Сергей Ольденбург. — Берлин; Петербург: З. И. Гржебин, 1921. — 189 с. — (Народные сказки / Под общ. ред. акад. С. Ф. Ольденбурга).
- Чудо Пуран Багата: (Рассказ) / Р. Киплинг Пер. и прим. акад. С. Ф. Ольденбурга. — Петербург: Время, 1922. — 28, [1] с.